# Mallophora gracipes
Mallophora gracipes är en tvåvingeart som beskrevs av Artigas och Angulo 1980. Mallophora gracipes ingår i släktet Mallophora och familjen rovflugor. Inga underarter finns listade i Catalogue of Life.